# Iván Romeo
Iván Romeo Abad (* 16. August 2003 in Valladolid) ist ein spanischer Radrennfahrer.

## Sportlicher Werdegang
Als Junior wurde Romeo 2021 spanischer Meister sowohl im Straßenrennen als auch im Einzelzeitfahren. Nach dem Wechsel in die U23 wurde er 2022 zunächst Mitglied im Nachwuchsteam Hagens Berman Axeon, für das er die Nachwuchswertung der Rhodos-Rundfahrt gewann.
Zur Saison 2023 erhielt Romeo einen Vertrag beim Movistar Team. Seinen ersten internationalen Sieg erzielte er jedoch mit der U23-Nationalmannschaft bei der Tour de l’Avenir 2023, die er als Solist aus einer 20-köpfigen Ausreißergruppe heraus für sich entschied. Auch mit der Nationalmannschaft gewann er bei den Straßenradsport-Europameisterschaften 2023 die Silbermedaille im Straßenrennen der U23, zuvor war er bereits Vierter im Einzelzeitfahren geworden. Bis dahin ohne Spitzenergebnisse im Einzelzeitfahren, sicherte er sich bei den Weltmeisterschaften 2024 überraschend den U23-Titel im Einzelzeitfahren.
Seinen ersten Sieg als Profi feierte er bei der Valencia-Rundfahrt 2025, wo er sich auf der 3. Etappe rund 19 Kilometer vor dem Ziel von der Spitzengruppe löste und das Ziel als Solist erreichte. Wenige Tage später setzte er sich als Gesamtvierter in der Nachwuchswertung der UAE Tour durch. Im Juni desselben Jahres gewann er die 3. Etappe des Critérium du Dauphiné, womit er erstmals einen Tagessieg bei einem Rennen der UCI WorldTour feierte. Er setzte sich dabei rund sechs Kilometer vor dem Ziel von einer Ausreißergruppe ab und erreichte das Ziel als Solist mit einem Vorsprung von 14 Sekunden.

## Erfolge
2021
- Spanischer Meister – Straßenrennen und Einzelzeitfahren (Junioren)

2022
- Nachwuchswertung Rhodos-Rundfahrt

2023
- eine Etappe Tour de l’Avenir
- Europameisterschaften – Straßenrennen (U23)

2024
- Weltmeister – Einzelzeitfahren  (U23)

2025
- eine Etappe Valencia-Rundfahrt
- Nachwuchswertung UAE Tour
- eine Etappe Critérium du Dauphiné
- Spanischer Meister – Straßenrennen

## Grand Tour-Platzierungen
| Grand Tour            | 2025 |
| --------------------- | ---- |
| Giro d’ItaliaGiro     | –    |
| Tour de FranceTour    | 107  |
| Vuelta a EspañaVuelta | …    |